# Beaufort County, South Carolina
Beaufort County är ett administrativt område i delstaten South Carolina, USA. År 2010 hade countyt 162 233 invånare. Den administrativa huvudorten (county seat) är Beaufort. 
Marine Corps Recruit Depot Parris Island är belägen i countyt.

## Geografi
Enligt United States Census Bureau har countyt en total area på 2 391 km². 1 520 km² av den arean är land och 870 km² är vatten. 

### Angränsande countyn
- Colleton County, South Carolina - nord
- Jasper County, South Carolina - väst
- Hampton County, South Carolina - nordväst